# Litoria pronimia
Litoria pronimia là một loài ếch thuộc họ Pelodryadidae.
Loài này có ở Papua New Guinea và có thể cả Tây Papua ở Indonesia.
Môi trường sống tự nhiên của chúng là rừng ẩm vùng đất thấp nhiệt đới hoặc cận nhiệt đới, vùng núi ẩm nhiệt đới hoặc cận nhiệt đới, đầm nước, đầm nước ngọt, đầm nước ngọt có nước theo mùa, và kênh đào và mương rãnh.
Chúng hiện đang bị đe dọa vì mất môi trường sống.